# Ungdomsfängelset
Ungdomsfängelset är en italiensk dramafilm från 1946 i regi av Vittorio De Sica. Filmen handlar de två vännerna Giuseppe och Pasquale som lever på att putsa skor på Roms gator. Deras dröm är att få råd att köpa en häst, men det är svårt trots att de sparar. De får sedan ett erbjudande av Giuseppes äldre bror, ett erbjudande som skulle kunna ge dem pengarna till en häst men som kan få oanade konsekvenser. De tar erbjudandet, men råkar i trubbel med polisen.
Filmen fick en Oscar för bästa icke-engelskspråkiga film vid Oscarsgalan 1948 (första året detta pris delades ut). Ungdomsfängelset hade premiär i USA först 1947 vilket gjorde den valbar till 1948 års gala som delade ut priser till filmer som haft premiär 1947.